# Espinossauro
Espinossauro (nome científico: Spinosaurus; cujo nome significa Lagarto Espinho) foi um gênero de dinossauro espinossaurídeo que viveu durante o Cenomaniano do período Cretáceo, entre 100 e 94 milhões de anos atrás, principalmente na região que é hoje o Norte da África. Este gênero foi conhecido a partir de vestígios egípcios descobertos em 1912 e descritos em 1915 pelo paleontólogo Ernst Stromer. Esses primeiros vestígios foram destruídos na Segunda Guerra Mundial, mas material adicional foi encontrado no início do século XXI. O S. aegyptiacus é a espécie-tipo do gênero, embora haja o S. maroccanus como uma espécie em potencial. Sobre seus sinônimos, o gênero Sigilmassasaurus já foi sinonimizado por alguns autores como um S. aegyptiacus, embora outros pesquisadores proponham que seja um gênero distinto, outro possível sinônimo é o Oxalaia da Formação Alcântara no Brasil, como um sinônimo não totalmente crescido de S. aegyptiacus.
O Espinossauro foi um dos maiores dinossauros terópodes que já existiram, com as últimas estimativas sugerindo que poderia ter medido em torno de 14 metros de comprimento e 6,3 metros de altura, podendo ter pesado algo em torno de 7,4 toneladas.  O crânio do Espinossauro era longo, baixo e estreito, similar ao de crocodilianos modernos e tinha dentes cônicos retos sem serrilhas. Tinha membros anteriores (braços) grandes, bem desenvolvidos e com três dedos, nos quais portavam grandes garras, especialmente a do primeiro dígito. Possuía grandes prolongações espinhais dos processos de sua coluna vertebral, que cresciam a pelo menos 1,65 metro em comprimento e que, provavelmente, tinha pele conectando-as, formando uma vela dorsal, o que lhe conferiu o nome de "lagarto espinho". Os ossos da pelve do Espinossauro eram reduzidos, e suas pernas eram curtas em comparação com o tamanho de seu corpo. Sua cauda longa e estreita era aprofundada por altas e finas espinhas neurais, formando uma cauda flexível e com uma estrutura semelhante a um remo.
O Espinossauro é conhecido por ter tido uma alimentação piscívora e a maioria dos cientistas acredita que ele caçava presas tanto terrestres quanto aquáticas. As evidências sugerem que era semiaquático, mas a extensão de sua capacidade de nado é algo que vem sendo bastante contestado. Múltiplas funções para sua vela dorsal foram sugeridas, incluindo termorregulação e exibição, tanto para intimidar rivais quanto para atrair parceiros. Viveu em uma ambiente úmido de planícies de maré e florestas de mangue ao lado de muitos outros dinossauros, bem como peixes, crocodilomorfos, lagartos, tartarugas, pterossauros e plesiossauros.

## Gigante Perdido

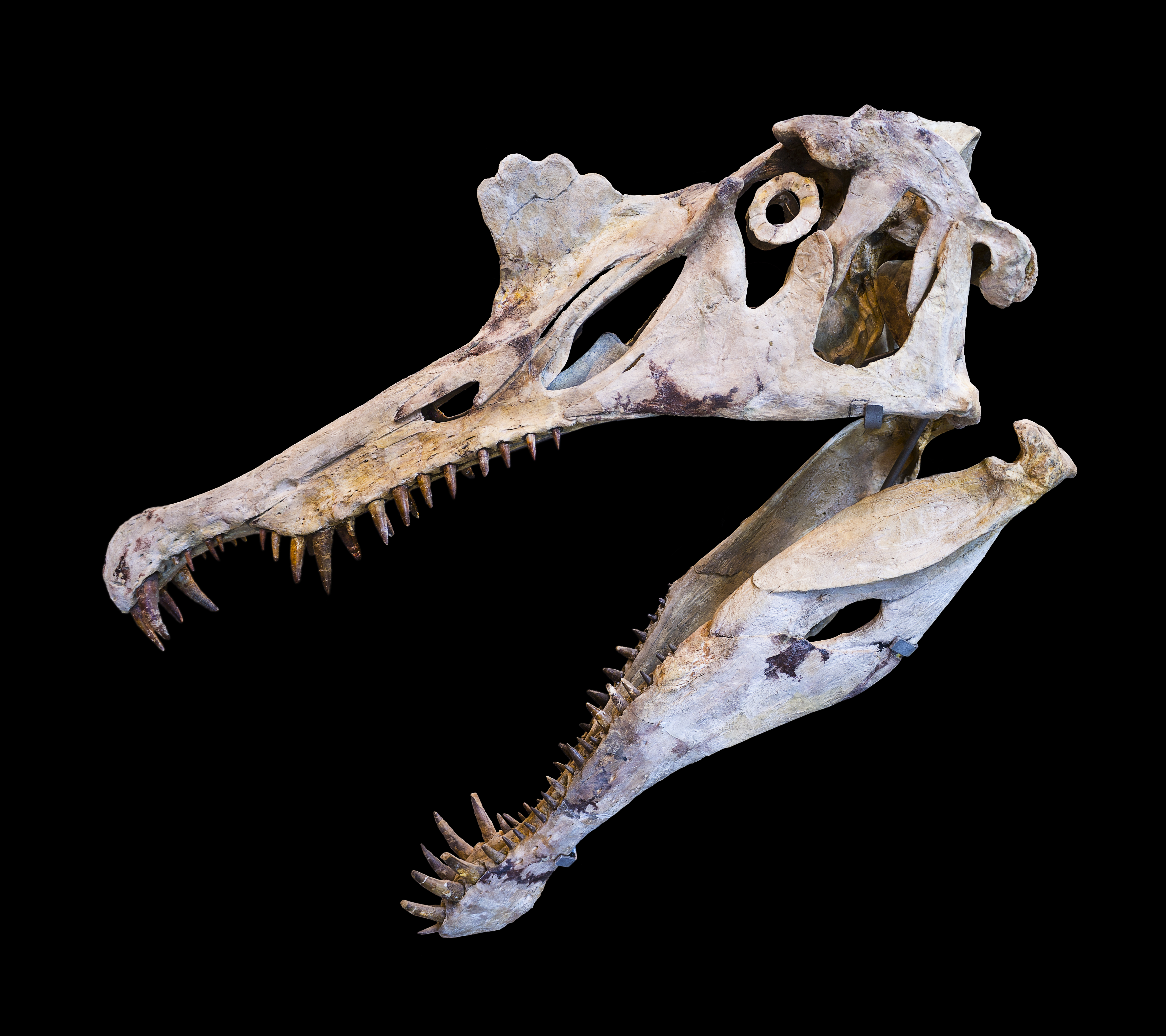
Crânio reconstruído de um Spinosaurus aegyptiacus

Os primeiros restos de Espinossauros foram descobertos na Formação Bahariya por Richard Markgraf em 1912 e descritos pelo paleontólogo alemão Ernst Stromer em 1915, que publicou um artigo atribuindo o exemplar à espécie Spinosaurus aegyptiacus. Embora tenham sido destruídos durante Segunda Guerra Mundial, restos fragmentários adicionais foram achados em Bahariya.
Esses fragmentos incluíam vértebras e ossos dos membros posteriores, e foram designados por Stromer em 1934 como "Spinosaurus B" por serem diferenças suficientes para pertencerem a uma outra espécie. Mas futuramente é concluído que os fragmentos pertencem a outros gêneros da região, como um Carcharodontosaurus ou um Sigilmassasaurus.
Uma segunda espécie foi originalmente descrita por Dale Russell em 1996 como Spinosaurus maroccanus, com base no comprimento de suas vértebras cervicais, ele afirmou que a razão entre o comprimento central (corpo da vértebra) e a altura da faceta articular posterior foi de 1,1 em S. aegyptiacus e 1,5 em S. maroccanus; no entanto, autores futuros duvidaram neste tópico. Alguns autores observam que o comprimento das vértebras pode variar de indivíduo para indivíduo, que o espécime de holótipo foi destruído e, portanto, não pode ser comparado diretamente com o espécime de S. maroccanus, e que não se sabe quais vértebras cervicais os espécimes de S. maroccanus representam. Sendo assim, embora alguns tenham mantido a espécie como válida sem muitos comentários a maioria dos pesquisadores consideram essa espécie como nome duvidoso ( nomen dubium )  Ou um sinônimo não totalmente crescido da espécie-tipo.
Em Setembro de 2014 foi encontrado no Marrocos um fóssil de Espinossauro bem conservado, que destaca adaptações para viver bem na água. Isso significa que o Espinossauro tinha uma vida semiaquática passando a maior parte de seu tempo na água.

## Tamanho

Comparação do tamanho dos grandes dinossauros terópodes relacionados com o S. aegyptiacus

Desde sua descoberta o Espinossauro foi considerado como um dos mais longos e um dos maiores terópodes que já existiram, tanto que Friedrich von Huene e Donald F. Glut em diferentes décadas haviam listado o Espinossauro como um dos terópodes mais massivos em suas pesquisas, pesando mais de 6 toneladas e tendo 15 metros de comprimento. Em 1988, Gregory S. Paul listou-o também como o terópode mais longo, com tamanho estimado de 15 metros de comprimento, mas deu uma estimativa de peso inferior a 4 toneladas.

Comparação de tamanho entre vários Espinossauros com um humano

Em 2005 presumiram que o Espinossauro tinha as mesmas proporções corporais de um Suchomimus em relação ao tamanho do crânio, e com isso estimaram seu comprimento de 16 a 18 metros e o peso em 7 a 9 toneladas. Mas essas estimativas foram criticadas pelo comprimento do crânio ser incerto. Já em 2007 François Therrien e Donald Henderson, usando uma estimativa de tamanho baseada no comprimento do crânio, desafiaram estimativas anteriores, considerando o comprimento inferior e o peso superior às estimativas passadas. Estimaram de 12,6 a 18 metros de comprimento e uma massa de 12 a 20,9 toneladas. Esse estudo tem sido criticado pela escolha dos terópodes usados para a comparação (a maioria dos esqueletos de terópodes usados para definir as equações iniciais eram de tiranossaurídeos e carnossauros, que têm uma constituição diferente dos espinossaurídeos) e por questões relacionadas à reconstrução de sua vela dorsal. Esse estudo pode não ter fundamento, pois os Espinossauros não tinham nenhuma semelhança com os dinossauros comparados. A resolução depende de vestígios mais completos.
Em 2022 o modelo de Sereno et al. concluiu que Espinossauros adultos teriam um peso de ~7,4 toneladas e 14 metros de comprimento, com a coluna axial em posição neutra.

## Paleobiologia

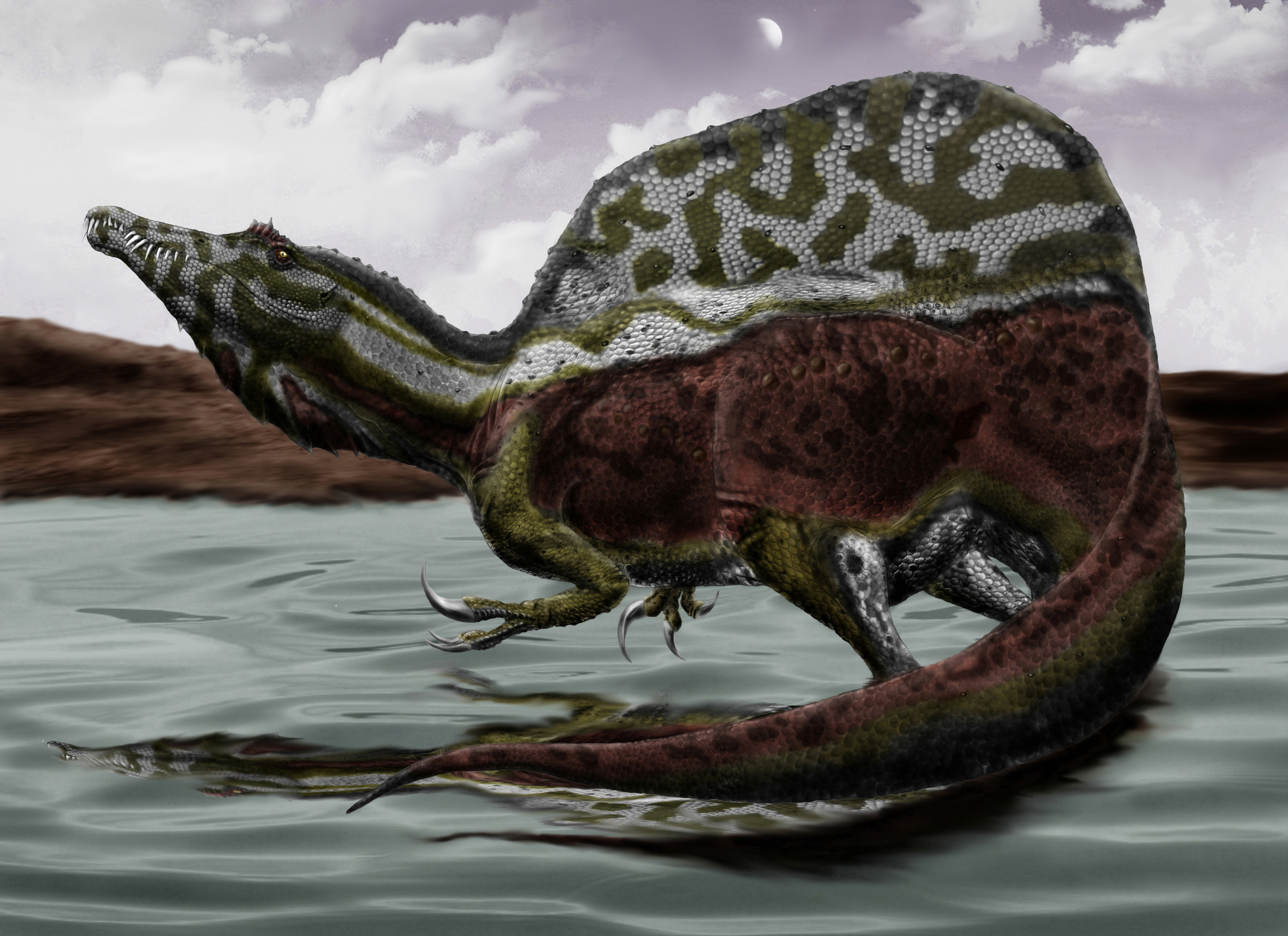
Espinossauro na água

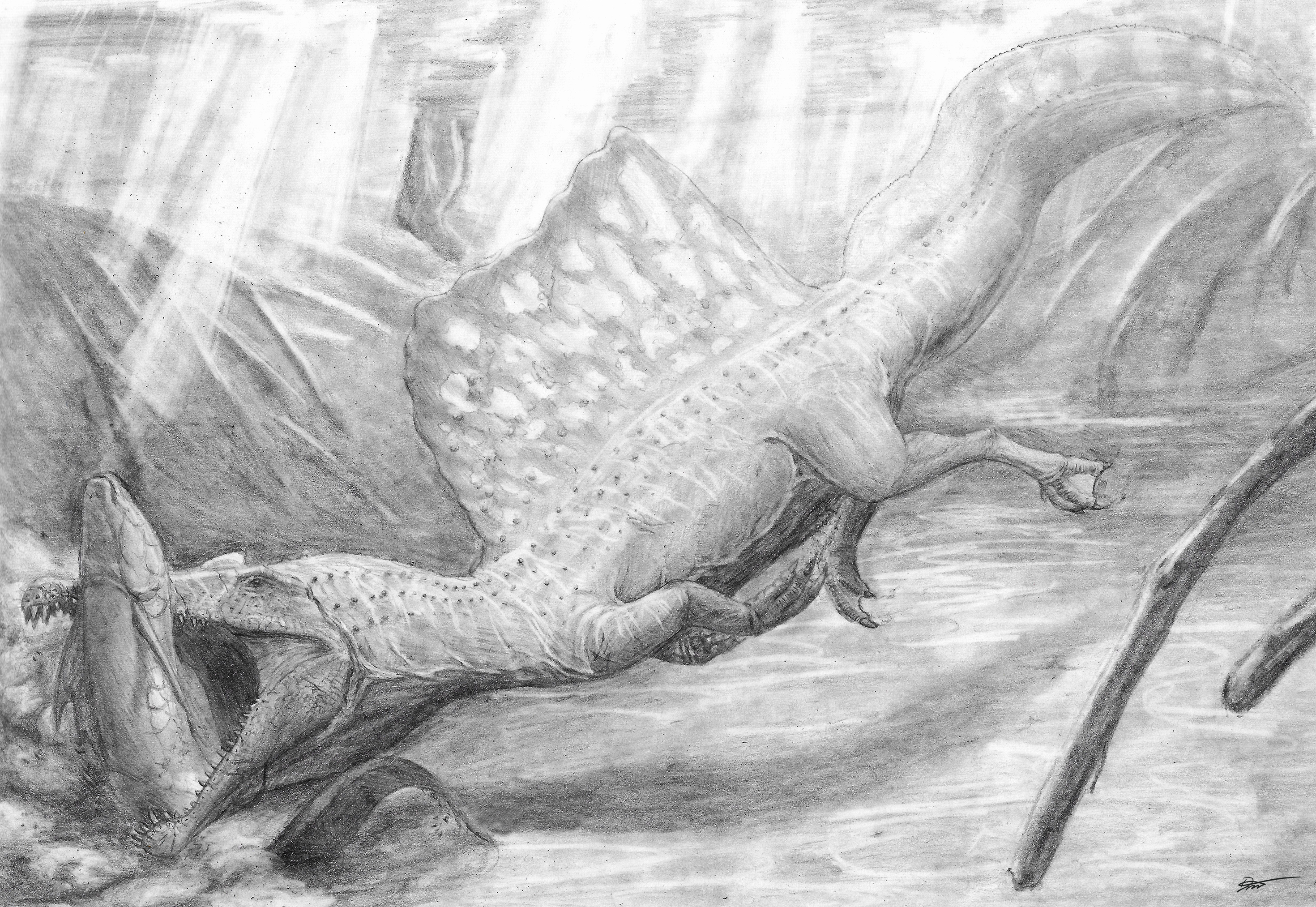
Reconstrução de um Espinossauro caçando dentro da agua

Desde sua descoberta, em 1912, as vértebras dorsais chamaram mais atenção, pois eram diferentes das dos outros terópodes. As longas vértebras com suas espinhas neurais alongadas levaram Stromer a escolher o nome Spinosaurus, vindo do latim, significa "Lagarto Espinho", sendo que as várias vértebras alongadas eram dispostas verticalmente sobre o dorso e recobertas de pele formando uma espécie de "vela" ou "barbatana". Os dentes encontrados, 20 no total, eram lisos, cônicos e não possuíam serras como nos tiranossaurídeos ou carcarodontossaurídeos, além de serem mais finos e arredondados, algo incomum em um dinossauro predador. Os primeiros fósseis não deram uma noção precisa do formato do crânio do animal, por isso as primeiras ilustrações dele o mostravam com um crânio curto similar ao de outros terópodos e assim ele foi reconstruído por muitos anos.
Depois que novos espinossaurídeos foram encontrados e alguns fósseis adicionais do próprio Spinosaurus surgiram, nossa visão sobre seu crânio mudou. Passamos a vê-lo com um crânio alongado similar ao de um crocodilo. Até então acreditávamos que sua estrutura corporal deveria ser similar à de outros terópodes, com a diferença do crânio alongado e vela dorsal. Sempre foi retratado com pernas longas adaptadas para caminhar em terra firme, braços longos para segurar as presas, fossem dinossauros ou peixes. Imaginávamos o Spinosaurus andando em terra firme a maior parte do tempo e de vez em quando parado à beira de um lago ou rio, ou mesmo com as pernas na água rasa, procurando peixes descuidados.

### Postura

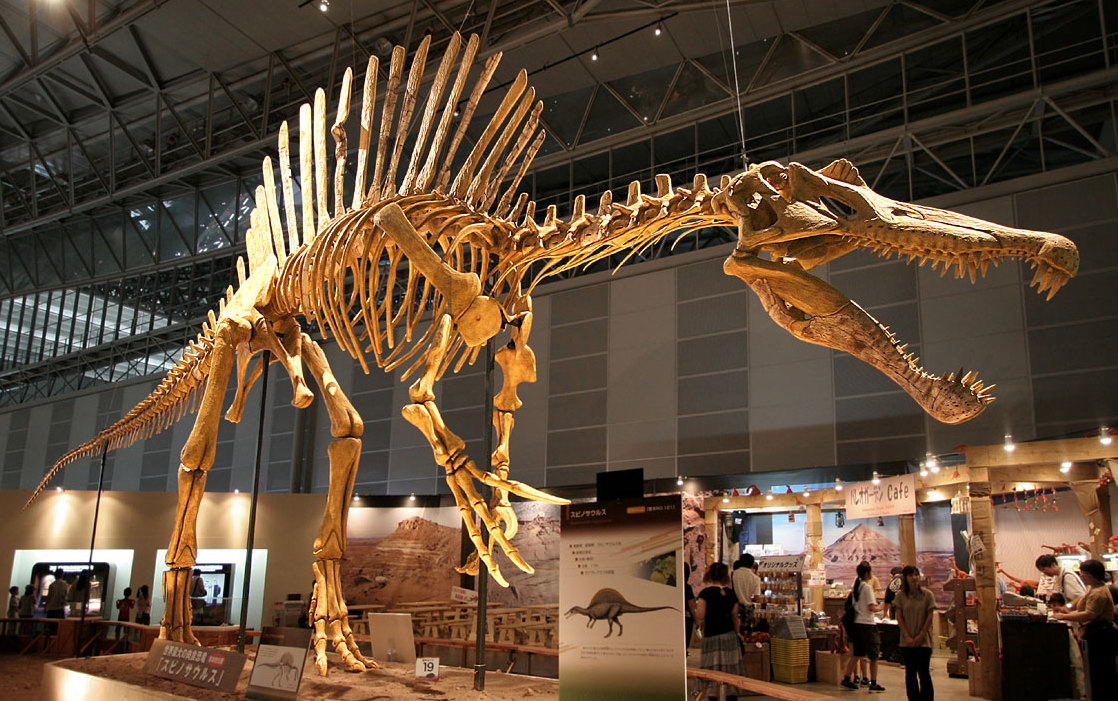
Reconstrução de um Spinosaurus com uma postura tradicional de pernas longas

Embora, atualmente, a postura do Spinosaurus seja como um bípede, inicialmente ele, como só era conhecido por material fragmentário, foi retratado em reconstruções assemelhando-se a um Dimetrodon. Posteriormente ele ganhou uma pose ereta. Depois ficou como um quadrúpede ocasional, o que foi reforçado com a descoberta do Barionix, que possuía braços robustos. Mais tarde, a ideia de um Spinosaurus quadrúpede ficou cada vez mais caída; entretanto, espinossaurídeos poderiam ter ficado numa posição quadrúpede por questões biológicas e fisiológicas.

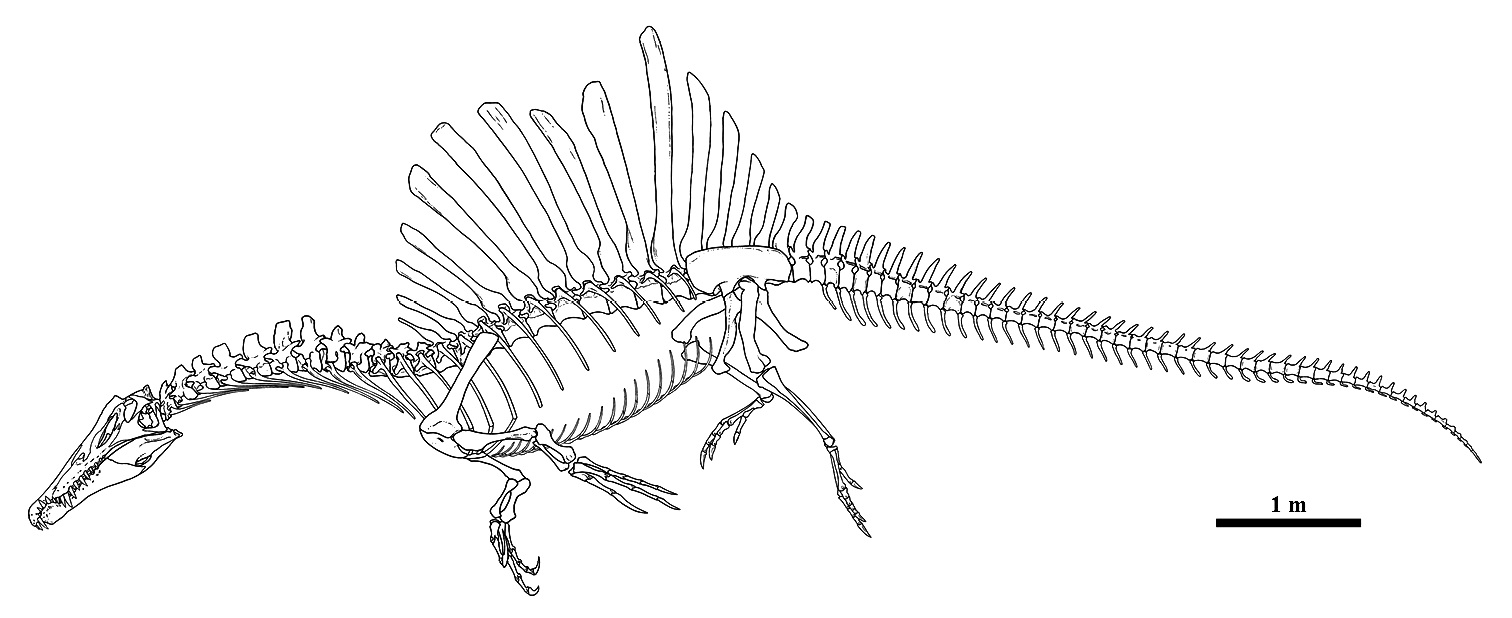
Reconstrução esquelética de um S. aegyptiacus em uma pose de natação, baseado em Ibrahim et al. 2014.

Todavia, em 2014, Ibrahim et al., com base em novos materiais, disseram que os membros posteriores do Espinossauro eram muito curtos e que o centro de massa estava numa posição em que era impossível ele ficar bípede em terra, fazendo do Espinossauro um quadrúpede obrigatório enquanto estivesse na terra. No entanto, a reconstrução usada nesse artigo usou diferentes espécimes para montar 1 só (inclusive com partes restauradas sem evidências fósseis) dimensionados para o que se supôs serem as proporções corretas, resultando numa quimera, e essa junção pode dar resultados imprecisos, fazendo com que o Paleontólogo John Hutchinson expressasse ceticismo em relação à reconstrução. Scott Hartman também expressou críticas pois o ílio reconstruído no artigo é pequeno em comparação com o comprimento corporal que foi dado, tendo de aumentar em 27% para que fique proporcional. Mas Mark Witton concordou com as proporções relatadas no artigo (Embora tenha se corrigido anos depois).

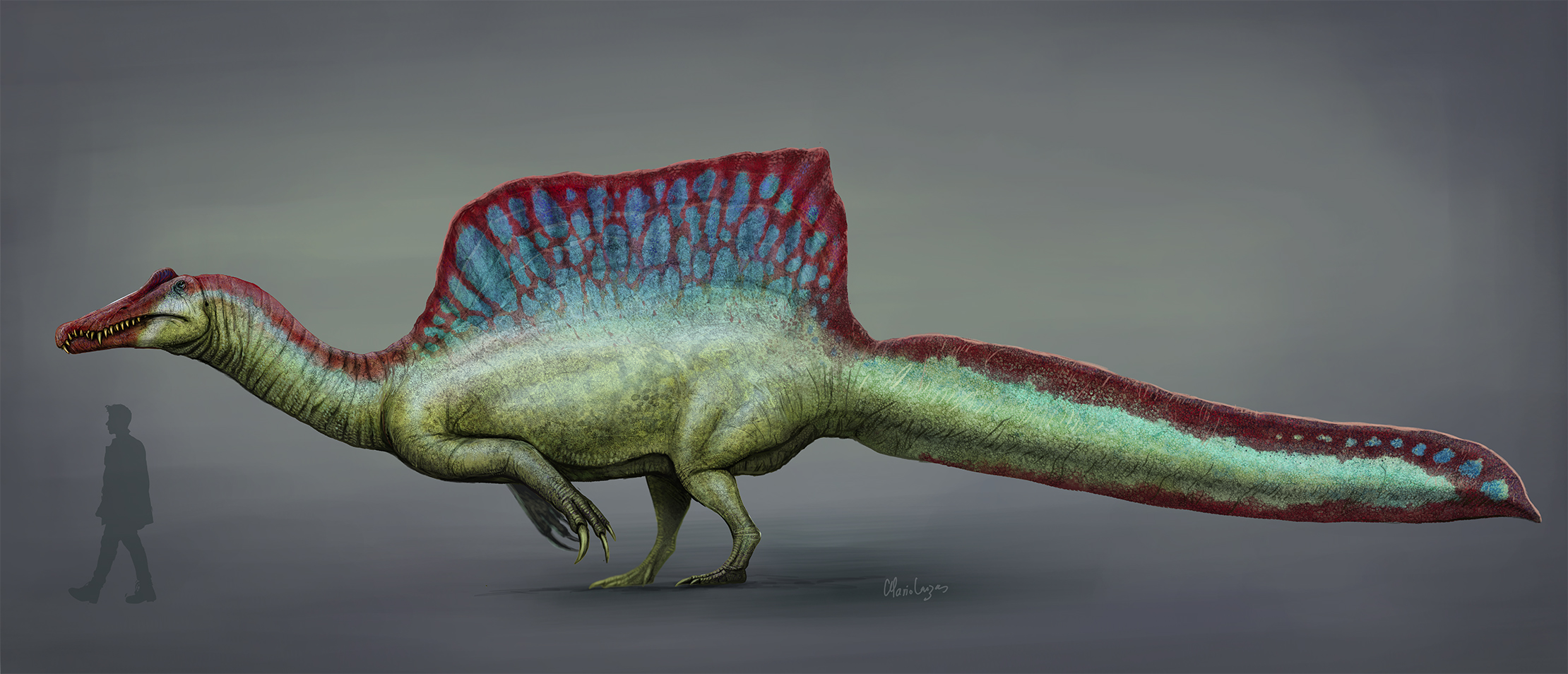
Reconstrução de um S. aegyptiacus.

Já em 2015, na redescrição do Sigilmassasaurus, Evers e colegas argumentaram que este era de fato um gênero distinto do Espinossauro e com isso duvidaram se o material do Espinossauro por Ibrahim et. al. deve ser atribuído ao gênero Spinosaurus ou Sigilmassasaurus. E por fim, em 2018, o Espinossauro, através de Donald M. Henderson, ganhou novamente uma postura bípede, uma vez que seu centro de massa foi recolocado perto dos quadris e mostrando que seus membros posteriores conseguiam sustentar o peso de seu corpo. A postura bípede é sustentada pelo modelo de Sereno em 2022, sugerindo que em terra o centro de massa era posicionado sobre as patas traseiras, semelhante a outros Espinossauros, como o Suchomimus.

### Alimentação

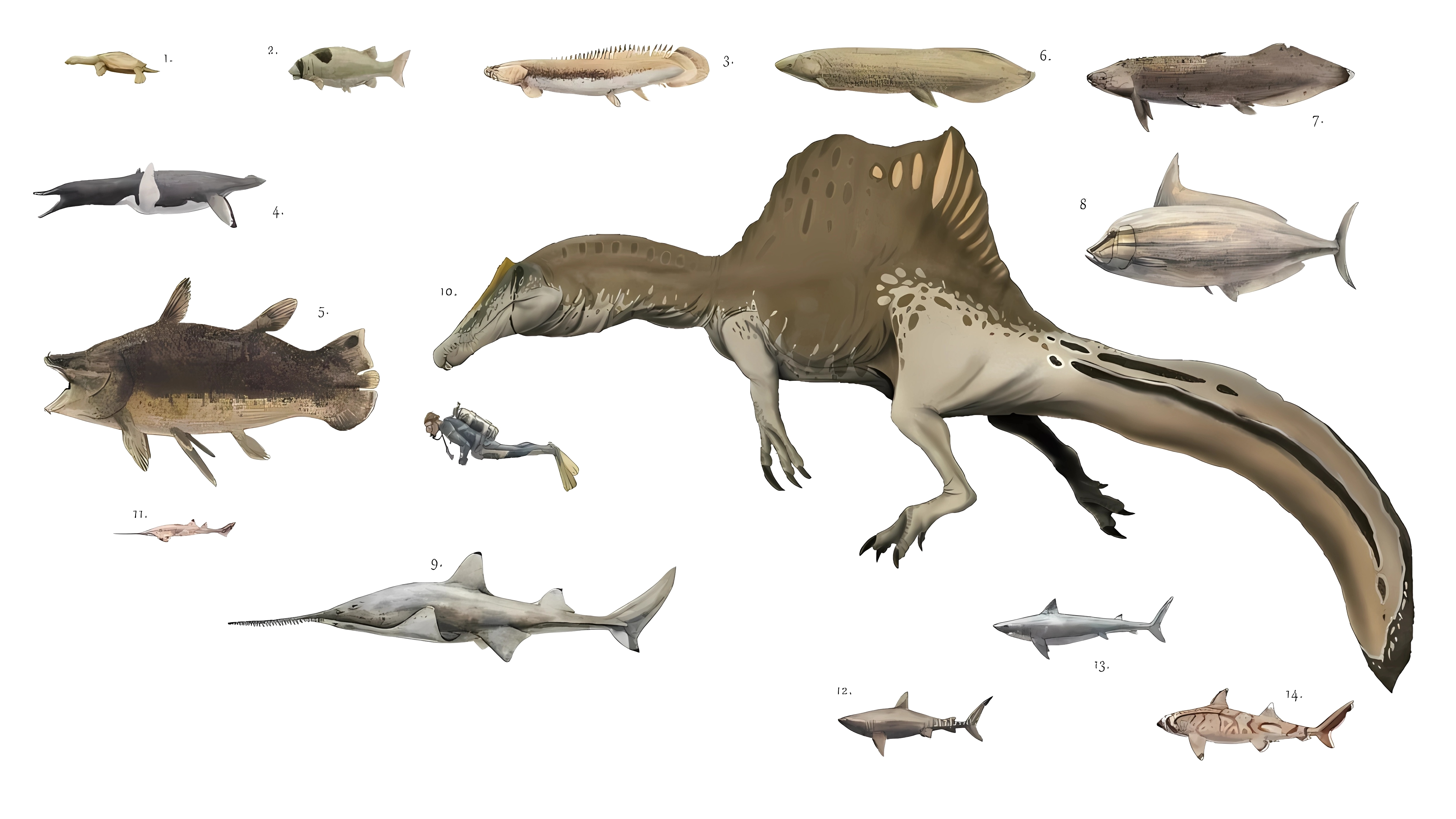
S. aegyptiacus com animais aquáticos de sua região

Há indícios de que os Espinossauros alimentavam-se de peixes. Esse animal possuía as tradicionais características dos outro predadores, a não ser os dentes, que eram retos e não curvados e os braços um pouco maiores. Em 2004 a revista Nature anunciou a descoberta de um dente de Espinossauro embebido numa vértebra de pterossauro, o que sugere a existência de uma relação predador-presa.
O Espinossauro era na verdade um pescador, como indicado por suas maxilares alongadas, dentes cônicos e narinas levantadas. A evidência mais direta para sua dieta vem de uma espécie relacionada, o Baryonyx, que foi encontrado com os ossos de peixes e de um jovem Iguanodon em seu estômago. Quando um dente de Espinossauro foi encontrado nos restos de um pterossauro, foi sugerido que o Espinossauro fosse um predador generalizado e oportunista, assemelhando-se aos grandes ursos polares, sendo inclinado para a pesca, embora nada realmente tenha sido provado.

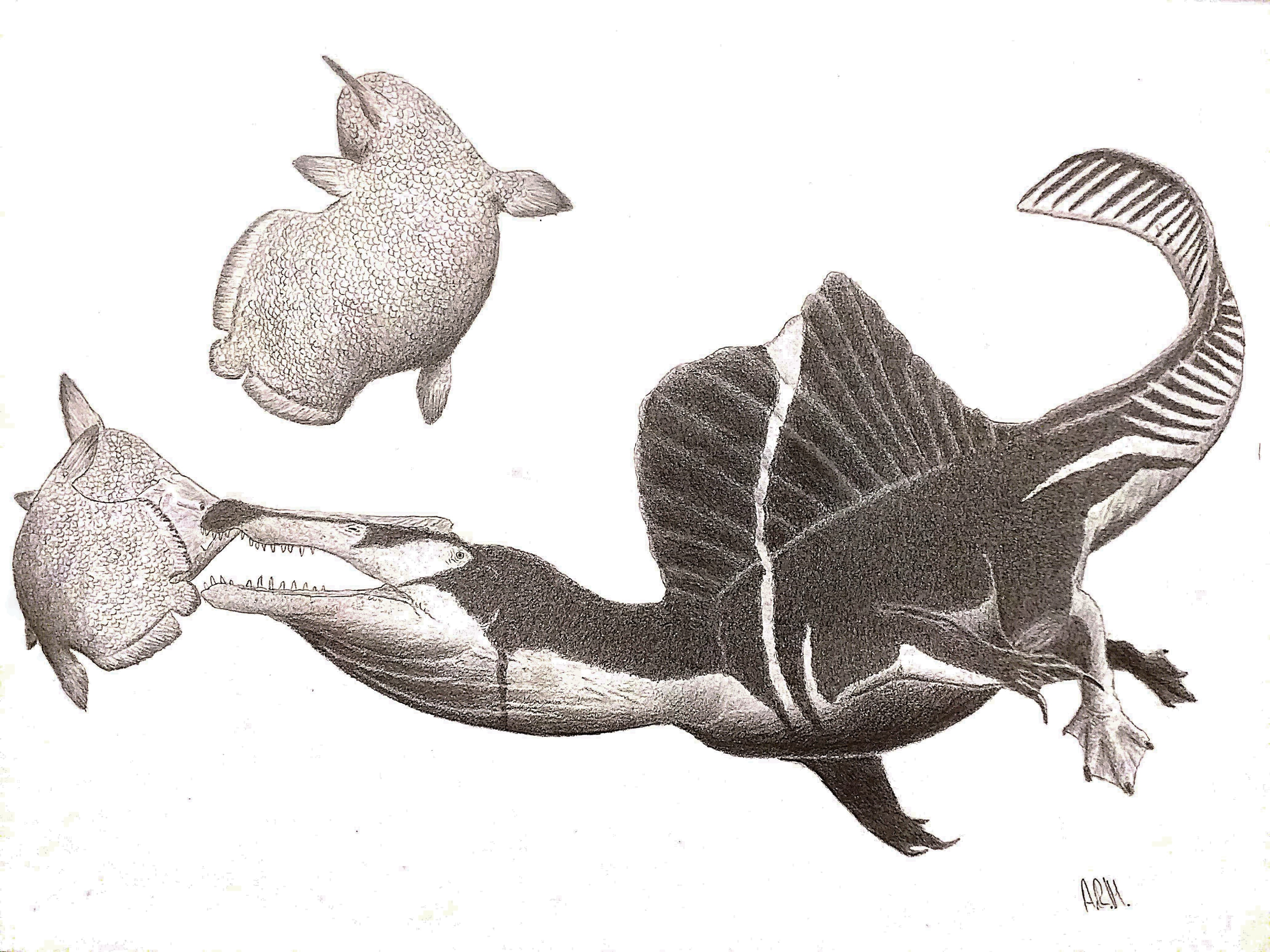
Um S. aegyptiacus caçando um Mawsonia, um dos peixes que com quem ele conviveu

Estudos realizados pelo paleontólogo Thomas R. Holtz mostram o Espinossauro como um super predador, extremamente bem adaptado ao seu ambiente de caça, munido de eficazes armas de caça, como seus poderosos antebraços, mais longos que os de qualquer outro predador da época, além de uma mordida fatal, garantindo que a presa não se soltasse de sua mandíbula.
Outro fato intrigante é de estarem presentes na ponta do focinho do Espinossauro, orifícios que provavelmente eram conectados ao cérebro do animal, assim como os crocodilos de hoje, o que garante ao Espinossauro eficiência na caça em rios e lagos.
Paleontologistas descobriram um fóssil de Espinossauro no Marrocos em 2014, mostrando que o Espinossauro tinha adaptações para passar bastante tempo debaixo d'água e assim poderia pescar os enormes peixes do cretáceo, além de poder ir para a terra caçar outros dinossauros. Com essa descoberta ficou claro que o Espinossauro alternava entre seus ambientes de caça, na água competindo com enormes crocodilianos e na terra competindo com outros enormes terópodes.

## Cultura Popular

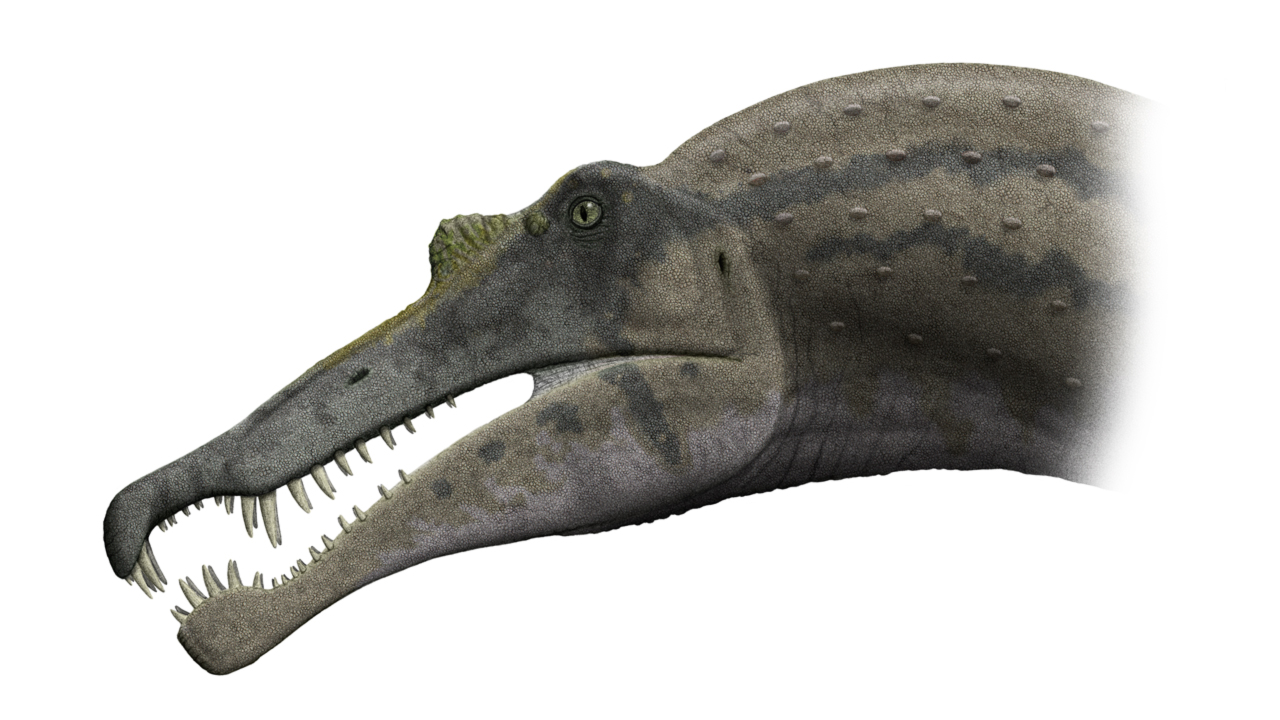
Cabeça de S.aegypticus baseado na reconstrução de Dal Sasso (2005).

O Espinossauro foi caracterizado como o antagonista principal no filme Jurassic Park III. Mostrado como maior e mais poderoso do que um tiranossauro. Em uma cena que descreve uma batalha entre os dois predadores ressuscitados, o Espinossauro emerge vitorioso após ter quebrado o pescoço do adversário, um tiranossauro jovem. Na realidade, tal batalha só poderia ter ocorrido mesmo na ficção, pois o Espinossauro e o Tiranossauro viveram em lugares diferentes, separados pelo oceano Atlântico e/ou o mar do Caribe(o Tiranossauro viveu na América do Norte; enquanto o Espinossauro viveu no norte da África). No entanto, convém ressaltar que os animais (T. rex e Espinossauro) que habitavam a ilha no filme eram frutos de clonagem, e na obra de ficção não há nenhum laço de contemporaneidade entre os dinossauros reais.
Após aparecer em Jurassic Park III, o Espinossauro foi caracterizado em uma grande variedade de mercadorias relacionadas ao filme. Também foi caracterizado no documentário de televisão Os Dinossauros perdidos do Egito, no qual era visto caminhando através dos pântanos do Egito no Cretáceo. Também foi mostrado no documentário Criaturas Titânicas como o maior, mais terrível e estranho dinossauro terópode. Embora muitos afirmem que ele também apareça no filme Ice Age: Dawn of the Dinosaurs, o dinossauro que atacou a doninha Buck não é o Espinossauro, pois, diferentemente deste, não possuía a sua grande espinha. Talvez seja um Baryonyx, um "primo" do Espinossauro, parecido com um crocodilo, que não era tão grande quanto um T-rex como mostrado no filme.
Além destas aparições o Espinossauro também aparece no documentário Dinosaur Planet da BBC.

## Filogenia
Os Espinosaurideos são membros da familia Spinosauridae, mesma familia do Spinosaurus. Nesse grupo temos a subfamília Spinosaurinae, nomeada por Sereno em 1998 e definida por Holtz e colegas em 2004 e a subfamília Baryonychinae, nomeada por Charig e Milner em 1986. Essas subfamílias servem para separar todos o gêneros mais próximos do Spinosaurus dos gêneros mais próximos do Baryonyx e vice-versa, mas também serve como uma questão evolutiva, uma vez que o Spinosaurinaes possuem adaptações caudais melhores para o ambiente semi aquático que Baryochinaes (como visto no Spinosaurus e Ichtyovenator). O cladograma abaixo descreve as análises filogenéticas dos espinosaurídeos descobertos de Arden e colegas em 2018:

|  | Baryonyx walkeri      |
|  |                       |
|  | Suchomimus tenerensis |
|  |                       |

|              | Irritator challengeri |
|              | |
|              | Oxalaia quilombensis? |
|              | |
| Spinosaurini | \| \| Gara Samani taxon \| \| \| \| \| \| Sigilmassasaurus brevicollis \| \| \| \| \| \| Spinosaurus aegyptiacus \| \| \| \| |
|              | \| \| Gara Samani taxon \| \| \| \| \| \| Sigilmassasaurus brevicollis \| \| \| \| \| \| Spinosaurus aegyptiacus \| \| \| \| |
|              | Gara Samani taxon |
|              | |
|              | Sigilmassasaurus brevicollis                                                                                                 |
|              | |
|              | Spinosaurus aegyptiacus |
|              | |

|  | Gara Samani taxon            |
|  |                              |
|  | Sigilmassasaurus brevicollis |
|  |                              |
|  | Spinosaurus aegyptiacus      |
|  |                              |

|              | Irritator challengeri |
|              | |
|              | Oxalaia quilombensis? |
|              | |
| Spinosaurini | \| \| Gara Samani taxon \| \| \| \| \| \| Sigilmassasaurus brevicollis \| \| \| \| \| \| Spinosaurus aegyptiacus \| \| \| \| |
|              | \| \| Gara Samani taxon \| \| \| \| \| \| Sigilmassasaurus brevicollis \| \| \| \| \| \| Spinosaurus aegyptiacus \| \| \| \| |
|              | Gara Samani taxon |
|              | |
|              | Sigilmassasaurus brevicollis                                                                                                 |
|              | |
|              | Spinosaurus aegyptiacus |
|              | |

|  | Gara Samani taxon            |
|  |                              |
|  | Sigilmassasaurus brevicollis |
|  |                              |
|  | Spinosaurus aegyptiacus      |
|  |                              |

|              | Irritator challengeri |
|              | |
|              | Oxalaia quilombensis? |
|              | |
| Spinosaurini | \| \| Gara Samani taxon \| \| \| \| \| \| Sigilmassasaurus brevicollis \| \| \| \| \| \| Spinosaurus aegyptiacus \| \| \| \| |
|              | \| \| Gara Samani taxon \| \| \| \| \| \| Sigilmassasaurus brevicollis \| \| \| \| \| \| Spinosaurus aegyptiacus \| \| \| \| |
|              | Gara Samani taxon |
|              | |
|              | Sigilmassasaurus brevicollis                                                                                                 |
|              | |
|              | Spinosaurus aegyptiacus |
|              | |

|  | Gara Samani taxon            |
|  |                              |
|  | Sigilmassasaurus brevicollis |
|  |                              |
|  | Spinosaurus aegyptiacus      |
|  |                              |

|              | Irritator challengeri |
|              | |
|              | Oxalaia quilombensis? |
|              | |
| Spinosaurini | \| \| Gara Samani taxon \| \| \| \| \| \| Sigilmassasaurus brevicollis \| \| \| \| \| \| Spinosaurus aegyptiacus \| \| \| \| |
|              | \| \| Gara Samani taxon \| \| \| \| \| \| Sigilmassasaurus brevicollis \| \| \| \| \| \| Spinosaurus aegyptiacus \| \| \| \| |
|              | Gara Samani taxon |
|              | |
|              | Sigilmassasaurus brevicollis                                                                                                 |
|              | |
|              | Spinosaurus aegyptiacus |
|              | |

|  | Gara Samani taxon            |
|  |                              |
|  | Sigilmassasaurus brevicollis |
|  |                              |
|  | Spinosaurus aegyptiacus      |
|  |                              |

|              | Irritator challengeri |
|              | |
|              | Oxalaia quilombensis? |
|              | |
| Spinosaurini | \| \| Gara Samani taxon \| \| \| \| \| \| Sigilmassasaurus brevicollis \| \| \| \| \| \| Spinosaurus aegyptiacus \| \| \| \| |
|              | \| \| Gara Samani taxon \| \| \| \| \| \| Sigilmassasaurus brevicollis \| \| \| \| \| \| Spinosaurus aegyptiacus \| \| \| \| |
|              | Gara Samani taxon |
|              | |
|              | Sigilmassasaurus brevicollis                                                                                                 |
|              | |
|              | Spinosaurus aegyptiacus |
|              | |

|  | Gara Samani taxon            |
|  |                              |
|  | Sigilmassasaurus brevicollis |
|  |                              |
|  | Spinosaurus aegyptiacus      |
|  |                              |

|              | Irritator challengeri |
|              | |
|              | Oxalaia quilombensis? |
|              | |
| Spinosaurini | \| \| Gara Samani taxon \| \| \| \| \| \| Sigilmassasaurus brevicollis \| \| \| \| \| \| Spinosaurus aegyptiacus \| \| \| \| |
|              | \| \| Gara Samani taxon \| \| \| \| \| \| Sigilmassasaurus brevicollis \| \| \| \| \| \| Spinosaurus aegyptiacus \| \| \| \| |
|              | Gara Samani taxon |
|              | |
|              | Sigilmassasaurus brevicollis                                                                                                 |
|              | |
|              | Spinosaurus aegyptiacus |
|              | |

|  | Gara Samani taxon            |
|  |                              |
|  | Sigilmassasaurus brevicollis |
|  |                              |
|  | Spinosaurus aegyptiacus      |
|  |                              |

|              | Irritator challengeri |
|              | |
|              | Oxalaia quilombensis? |
|              | |
| Spinosaurini | \| \| Gara Samani taxon \| \| \| \| \| \| Sigilmassasaurus brevicollis \| \| \| \| \| \| Spinosaurus aegyptiacus \| \| \| \| |
|              | \| \| Gara Samani taxon \| \| \| \| \| \| Sigilmassasaurus brevicollis \| \| \| \| \| \| Spinosaurus aegyptiacus \| \| \| \| |
|              | Gara Samani taxon |
|              | |
|              | Sigilmassasaurus brevicollis                                                                                                 |
|              | |
|              | Spinosaurus aegyptiacus |
|              | |

|  | Gara Samani taxon            |
|  |                              |
|  | Sigilmassasaurus brevicollis |
|  |                              |
|  | Spinosaurus aegyptiacus      |
|  |                              |

|              | Irritator challengeri |
|              | |
|              | Oxalaia quilombensis? |
|              | |
| Spinosaurini | \| \| Gara Samani taxon \| \| \| \| \| \| Sigilmassasaurus brevicollis \| \| \| \| \| \| Spinosaurus aegyptiacus \| \| \| \| |
|              | \| \| Gara Samani taxon \| \| \| \| \| \| Sigilmassasaurus brevicollis \| \| \| \| \| \| Spinosaurus aegyptiacus \| \| \| \| |
|              | Gara Samani taxon |
|              | |
|              | Sigilmassasaurus brevicollis                                                                                                 |
|              | |
|              | Spinosaurus aegyptiacus |
|              | |

|  | Gara Samani taxon            |
|  |                              |
|  | Sigilmassasaurus brevicollis |
|  |                              |
|  | Spinosaurus aegyptiacus      |
|  |                              |

|  | Baryonyx walkeri      |
|  |                       |
|  | Suchomimus tenerensis |
|  |                       |

|              | Irritator challengeri |
|              | |
|              | Oxalaia quilombensis? |
|              | |
| Spinosaurini | \| \| Gara Samani taxon \| \| \| \| \| \| Sigilmassasaurus brevicollis \| \| \| \| \| \| Spinosaurus aegyptiacus \| \| \| \| |
|              | \| \| Gara Samani taxon \| \| \| \| \| \| Sigilmassasaurus brevicollis \| \| \| \| \| \| Spinosaurus aegyptiacus \| \| \| \| |
|              | Gara Samani taxon |
|              | |
|              | Sigilmassasaurus brevicollis                                                                                                 |
|              | |
|              | Spinosaurus aegyptiacus |
|              | |

|  | Gara Samani taxon            |
|  |                              |
|  | Sigilmassasaurus brevicollis |
|  |                              |
|  | Spinosaurus aegyptiacus      |
|  |                              |

|              | Irritator challengeri |
|              | |
|              | Oxalaia quilombensis? |
|              | |
| Spinosaurini | \| \| Gara Samani taxon \| \| \| \| \| \| Sigilmassasaurus brevicollis \| \| \| \| \| \| Spinosaurus aegyptiacus \| \| \| \| |
|              | \| \| Gara Samani taxon \| \| \| \| \| \| Sigilmassasaurus brevicollis \| \| \| \| \| \| Spinosaurus aegyptiacus \| \| \| \| |
|              | Gara Samani taxon |
|              | |
|              | Sigilmassasaurus brevicollis                                                                                                 |
|              | |
|              | Spinosaurus aegyptiacus |
|              | |

|  | Gara Samani taxon            |
|  |                              |
|  | Sigilmassasaurus brevicollis |
|  |                              |
|  | Spinosaurus aegyptiacus      |
|  |                              |

|              | Irritator challengeri |
|              | |
|              | Oxalaia quilombensis? |
|              | |
| Spinosaurini | \| \| Gara Samani taxon \| \| \| \| \| \| Sigilmassasaurus brevicollis \| \| \| \| \| \| Spinosaurus aegyptiacus \| \| \| \| |
|              | \| \| Gara Samani taxon \| \| \| \| \| \| Sigilmassasaurus brevicollis \| \| \| \| \| \| Spinosaurus aegyptiacus \| \| \| \| |
|              | Gara Samani taxon |
|              | |
|              | Sigilmassasaurus brevicollis                                                                                                 |
|              | |
|              | Spinosaurus aegyptiacus |
|              | |

|  | Gara Samani taxon            |
|  |                              |
|  | Sigilmassasaurus brevicollis |
|  |                              |
|  | Spinosaurus aegyptiacus      |
|  |                              |

|              | Irritator challengeri |
|              | |
|              | Oxalaia quilombensis? |
|              | |
| Spinosaurini | \| \| Gara Samani taxon \| \| \| \| \| \| Sigilmassasaurus brevicollis \| \| \| \| \| \| Spinosaurus aegyptiacus \| \| \| \| |
|              | \| \| Gara Samani taxon \| \| \| \| \| \| Sigilmassasaurus brevicollis \| \| \| \| \| \| Spinosaurus aegyptiacus \| \| \| \| |
|              | Gara Samani taxon |
|              | |
|              | Sigilmassasaurus brevicollis                                                                                                 |
|              | |
|              | Spinosaurus aegyptiacus |
|              | |

|  | Gara Samani taxon            |
|  |                              |
|  | Sigilmassasaurus brevicollis |
|  |                              |
|  | Spinosaurus aegyptiacus      |
|  |                              |

|              | Irritator challengeri |
|              | |
|              | Oxalaia quilombensis? |
|              | |
| Spinosaurini | \| \| Gara Samani taxon \| \| \| \| \| \| Sigilmassasaurus brevicollis \| \| \| \| \| \| Spinosaurus aegyptiacus \| \| \| \| |
|              | \| \| Gara Samani taxon \| \| \| \| \| \| Sigilmassasaurus brevicollis \| \| \| \| \| \| Spinosaurus aegyptiacus \| \| \| \| |
|              | Gara Samani taxon |
|              | |
|              | Sigilmassasaurus brevicollis                                                                                                 |
|              | |
|              | Spinosaurus aegyptiacus |
|              | |

|  | Gara Samani taxon            |
|  |                              |
|  | Sigilmassasaurus brevicollis |
|  |                              |
|  | Spinosaurus aegyptiacus      |
|  |                              |

|              | Irritator challengeri |
|              | |
|              | Oxalaia quilombensis? |
|              | |
| Spinosaurini | \| \| Gara Samani taxon \| \| \| \| \| \| Sigilmassasaurus brevicollis \| \| \| \| \| \| Spinosaurus aegyptiacus \| \| \| \| |
|              | \| \| Gara Samani taxon \| \| \| \| \| \| Sigilmassasaurus brevicollis \| \| \| \| \| \| Spinosaurus aegyptiacus \| \| \| \| |
|              | Gara Samani taxon |
|              | |
|              | Sigilmassasaurus brevicollis                                                                                                 |
|              | |
|              | Spinosaurus aegyptiacus |
|              | |

|  | Gara Samani taxon            |
|  |                              |
|  | Sigilmassasaurus brevicollis |
|  |                              |
|  | Spinosaurus aegyptiacus      |
|  |                              |

|              | Irritator challengeri |
|              | |
|              | Oxalaia quilombensis? |
|              | |
| Spinosaurini | \| \| Gara Samani taxon \| \| \| \| \| \| Sigilmassasaurus brevicollis \| \| \| \| \| \| Spinosaurus aegyptiacus \| \| \| \| |
|              | \| \| Gara Samani taxon \| \| \| \| \| \| Sigilmassasaurus brevicollis \| \| \| \| \| \| Spinosaurus aegyptiacus \| \| \| \| |
|              | Gara Samani taxon |
|              | |
|              | Sigilmassasaurus brevicollis                                                                                                 |
|              | |
|              | Spinosaurus aegyptiacus |
|              | |

|  | Gara Samani taxon            |
|  |                              |
|  | Sigilmassasaurus brevicollis |
|  |                              |
|  | Spinosaurus aegyptiacus      |
|  |                              |

|              | Irritator challengeri |
|              | |
|              | Oxalaia quilombensis? |
|              | |
| Spinosaurini | \| \| Gara Samani taxon \| \| \| \| \| \| Sigilmassasaurus brevicollis \| \| \| \| \| \| Spinosaurus aegyptiacus \| \| \| \| |
|              | \| \| Gara Samani taxon \| \| \| \| \| \| Sigilmassasaurus brevicollis \| \| \| \| \| \| Spinosaurus aegyptiacus \| \| \| \| |
|              | Gara Samani taxon |
|              | |
|              | Sigilmassasaurus brevicollis                                                                                                 |
|              | |
|              | Spinosaurus aegyptiacus |
|              | |

|  | Gara Samani taxon            |
|  |                              |
|  | Sigilmassasaurus brevicollis |
|  |                              |
|  | Spinosaurus aegyptiacus      |
|  |                              |